# Jean-Michel Adam
Jean-Michel Adam (Le Havre, 23 de janeiro de 1947) é um linguista francês conhecido por seus trabalhos sobre linguística textual. É professor honorário de linguística francesa na Universidade de Lausanne desde 1984. Uma de suas propostas mais conhecidas é a descrição de cinco sequências textuais prototípicas: narrativa, descritiva, explicativa, argumentativa e dialogal.